# Modell (fogalom)

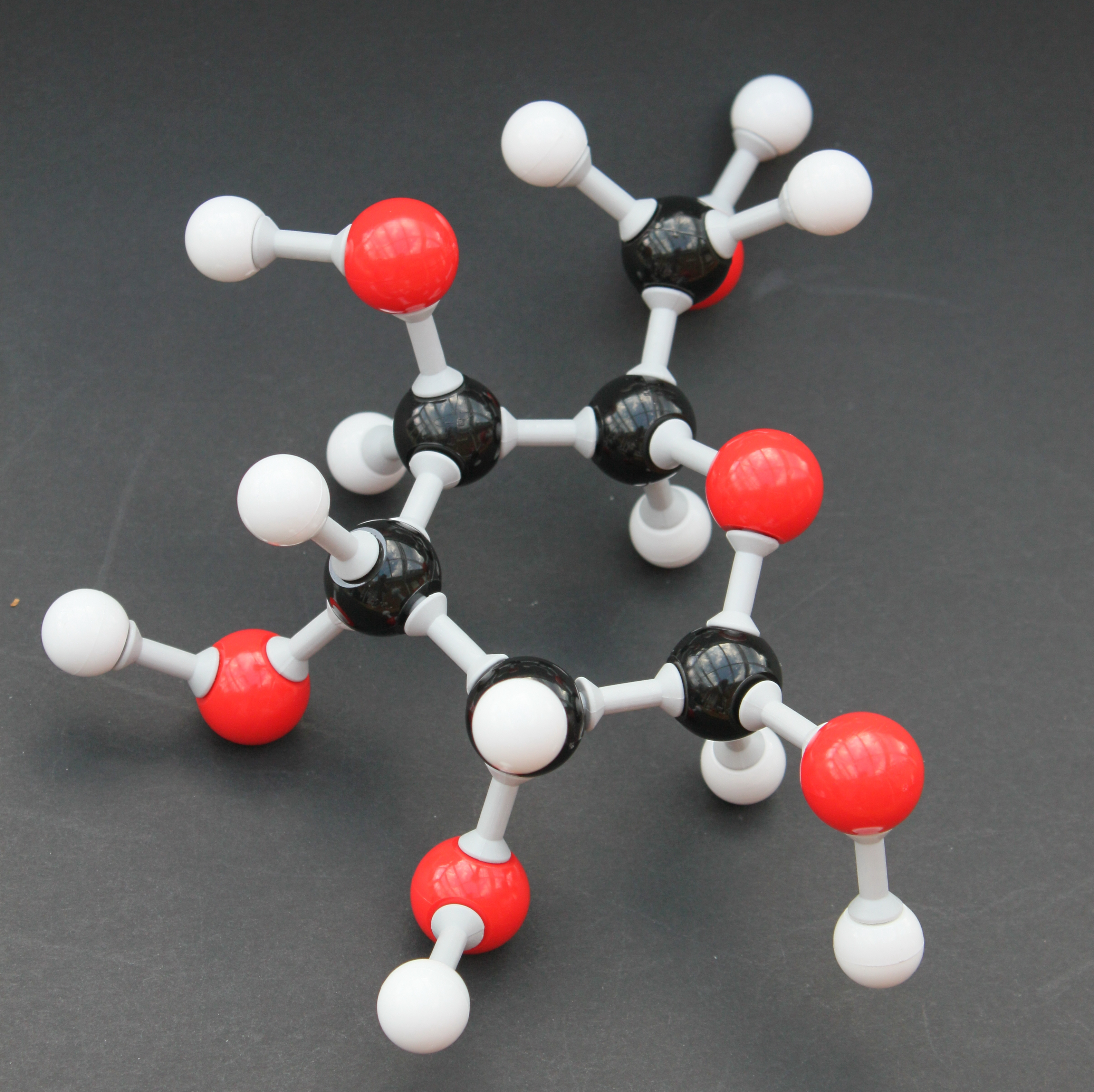
Egy molekula modellje, különböző atomokat képviselő színes golyókkal

A modell egy tárgy, személy vagy rendszer informatív ábrázolása. A kifejezés eredetileg egy épület terveit jelentette angol nyelven a 16. század végén, franca és olasz eredetű és a latin modulus szóból, mértékből származik.
A modellek feloszthatók fizikai modellekre (pl. hajómodell vagy divatmodell ) és absztrakt modellekre (pl. matematikai egyenletkészlet, amely leírja a légkör működését időjárás-előrejelzés céljából). Az absztrakt vagy fogalmi modellek központi szerepet töltenek be a tudományfilozófiában .
A tudományos kutatásban és az alkalmazott tudományban a modellt nem szabad összetéveszteni az elmélettel : míg egy modell csak a valóságot kívánja ábrázolni azzal a céllal, hogy jobban megértse vagy megjósolja a világot, addig egy elmélet ambiciózusabb, mivel azt állítja, hogy a valóság magyarázata.

## Modellspecifikus kontextusban
Főnévként a modellnek meghatározott jelentései vannak bizonyos területeken, az eredeti „szerkezeti tervezés vagy elrendezés ” jelentéséből származtatva:
- Modell (művészet), egy művésznek pózoló személy, például egy 15. századi bűnöző, aki a bibliai Júdást ábrázolja Leonardo da Vinci Az utolsó vacsora című festményén
- Modell (személy), olyan személy, aki mintaként szolgál mások számára, hogy lemásolják, például egy példakép, gyakran kereskedelmi termékek reklámozására; pl. az első divatmodell, Marie Vernet Worth 1853-ban, Charles Frederick Worth tervező felesége.[5][6]
- Modell (termék), egy termék sajátos kialakítása ahogy egy katalógusban vagy bemutatóteremben bemutatják (pl. Ford Model T, egy korai autómodell )
- Modell (organizmus) egy nem emberi faj, amelyet azért tanulmányoznak, hogy megértsék más szervezetekben előforduló biológiai jelenségeket, például egy C-vitamin hiányban szenvedő tengerimalac a skorbut tanulmányozására, egy kísérlet, amelyet erkölcstelen lenne egy emberen végrehajtani.
- Modell (mimikri), egy faj, amelyet egy másik faj utánoz
- Modell (logika), struktúra (elemek halmaza, például természetes számok 1, 2, 3,..., valamint matematikai műveletek, például összeadás és szorzás, valamint relációk, mint pl. {\displaystyle <} ), amely kielégít egy adott axiómarendszert (alapigazságok), azaz kielégíti egy adott elmélet kijelentéseit [7]
- Modell (CGI), egy objektum bármely felületének matematikai ábrázolása három dimenzióban speciális szoftver segítségével
- Modell (MVC), a szoftver belső információt képviselő komponense, amely különbözik a felhasználói felületétől

## Fizikai modell

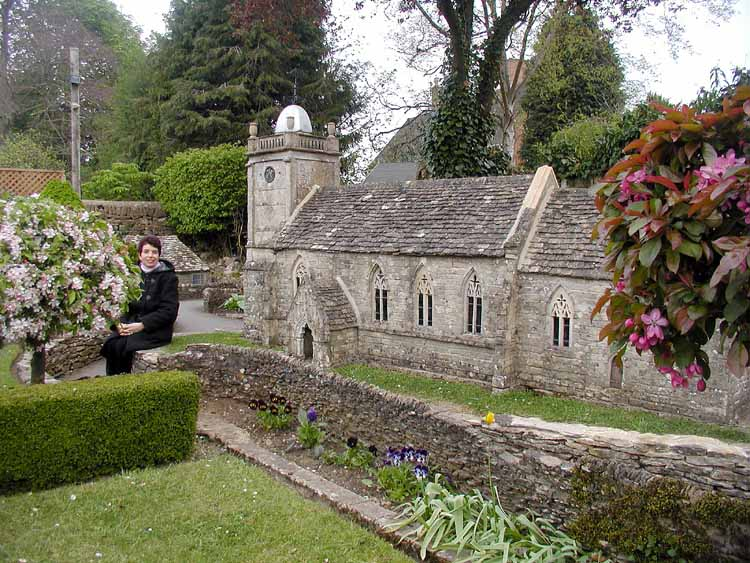
A Bourton-on-the-Waterben található Bourton-on-the-Water egykilenced méretarányú modelljének egy része Gloucestershire-ben, Anglia

A fizikai modell (amelyet leggyakrabban egyszerűen modellként említenek, de ebben a kontextusban megkülönböztetik a fogalmi modelltől ) egy tárgy, személy vagy rendszer kisebb vagy nagyobb fizikai reprezentációja. A modellezett tárgy lehet kicsi (pl. atom ) vagy nagy (pl. a Naprendszer ) vagy életnagyságú (pl. divatmodell, amely ruhákat mutat be hasonló alkatú potenciális vásárlóknak).
A modell és az általa ábrázolt objektum geometriája gyakran hasonló abban az értelemben, hogy az egyik a másik átméretezése . A hasonlóság azonban sok esetben csak hozzávetőleges, vagy akár szándékosan torz. Néha a torzítás rendszeres, pl. rögzített vízszintes méretarány és nagyobb rögzített függőleges méretarány alkalmazása a domborzat modellezésekor, hogy kiemeljék egy régió hegyeit.
Egy építészeti modell lehetővé teszi a belső kapcsolatok megjelenítését a struktúrán belül, vagy a struktúra külső kapcsolatait a környezettel. Egy másik felhasználási területe a játék .

A műszerezett fizikai modellek hatékony módszert jelentenek a folyadékáramlások vizsgálatára a mérnöki tervezésben. A fizikai modelleket gyakran számítógépes folyadékdinamikai modellekkel párosítják a berendezések és folyamatok tervezésének optimalizálása érdekében. Ez magában foglalja a külső áramlásokat, például épületek, járművek, emberek vagy hidraulikus szerkezetek körül. A szélcsatorna és vízcsatorna tesztelést gyakran használnak ezekhez a tervezési erőfeszítésekhez. A műszerezett fizikai modellek belső áramlásokat is vizsgálhatnak, például légcsatornarendszerek, szennyezés-ellenőrző berendezések, élelmiszer-feldolgozó gépek és keverőtartályok tervezéséhez. Átlátszó áramlási modelleket használunk ebben az esetben, hogy megfigyeljük a részletes áramlási jelenségeket. Ezeket a modelleket mind a geometria, mind a fontos erők szempontjából skálázzák, például Froude-szám vagy Reynolds-szám skálázásával (lásd a Similitude című részt ). A számítógépek előtti korszakban az Egyesült Királyság gazdaságát a MONIAC modell segítségével modellezték, hogy például megjósolják az adóemelések foglalkoztatásra gyakorolt hatását.

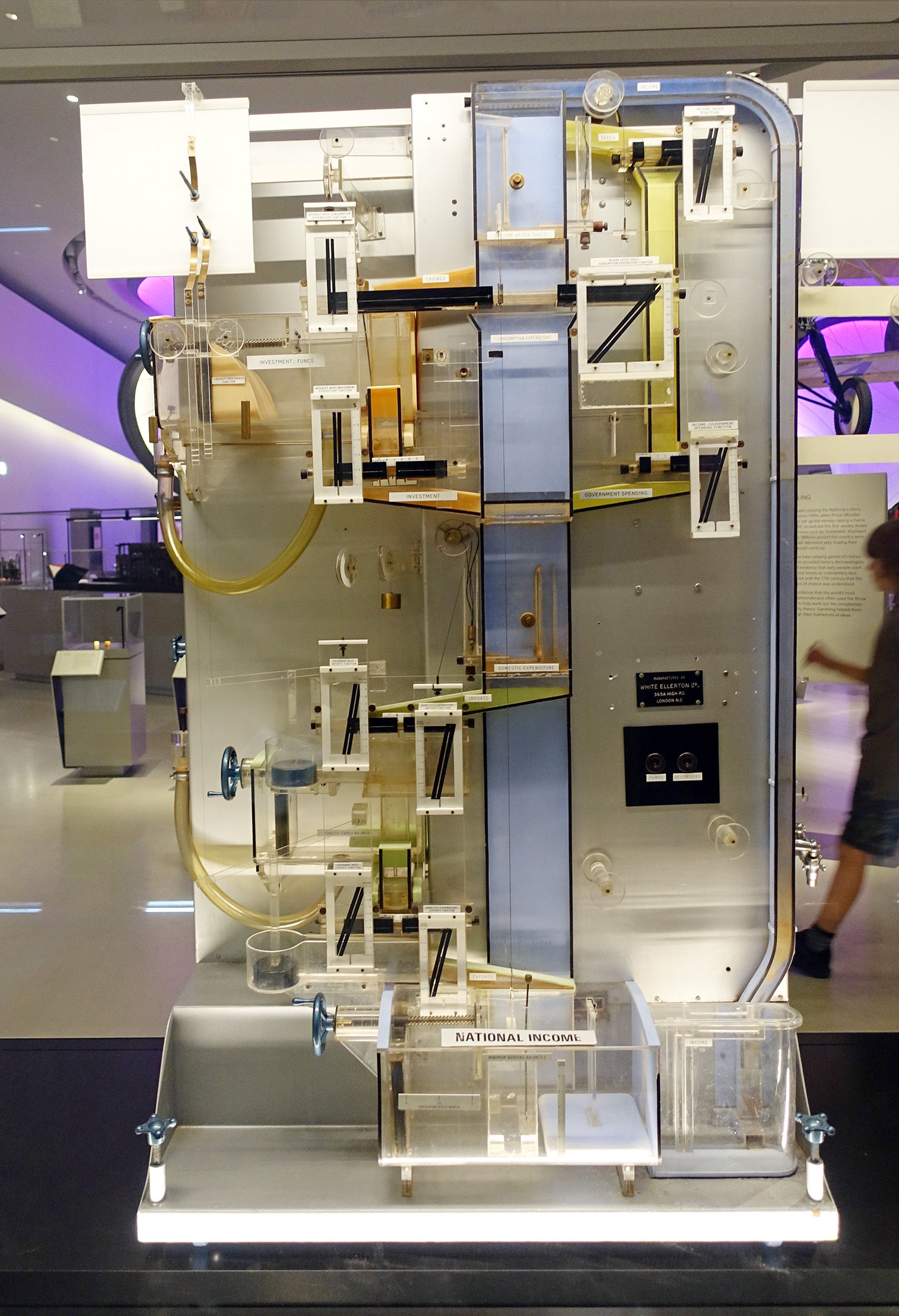
Az Egyesült Királyság gazdaságának vízhajtású modellje – MONIAC a londoni Science Museumban
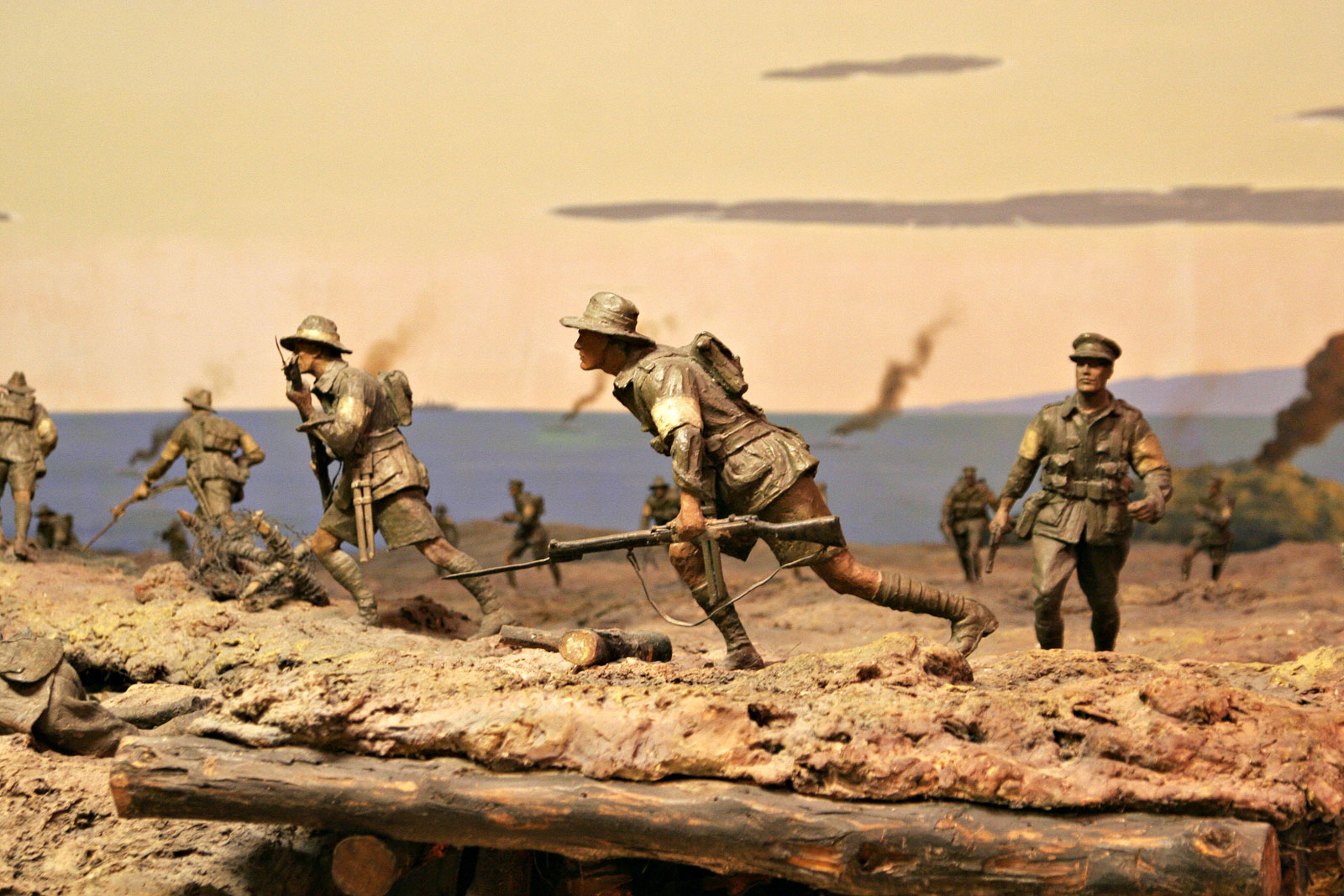
Egy háborús jelenet modellje —Ausztrál háborús emlékmű, Canberra
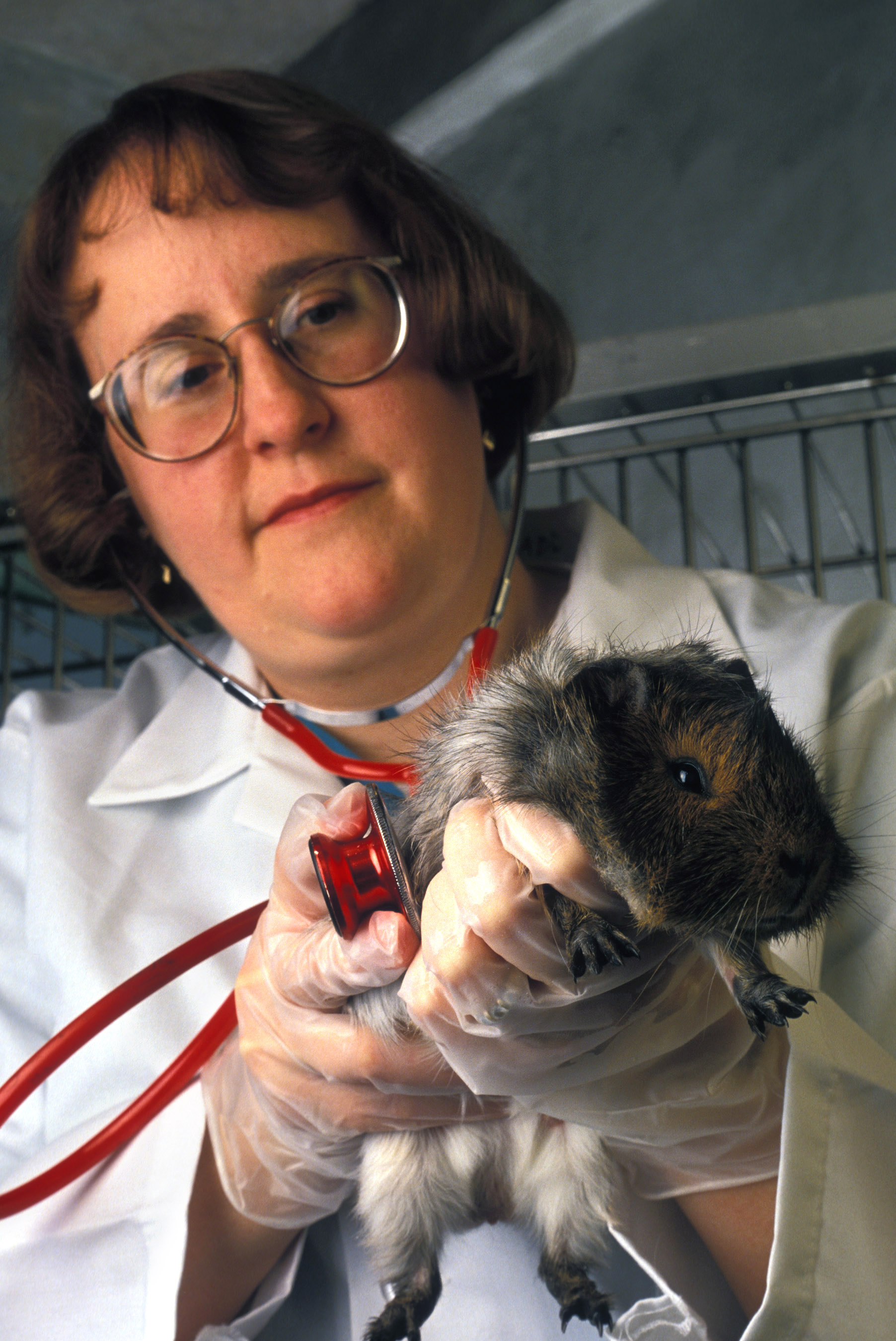
Tengerimalac, mint állatmodell emberi leptospirózistanulmányozására
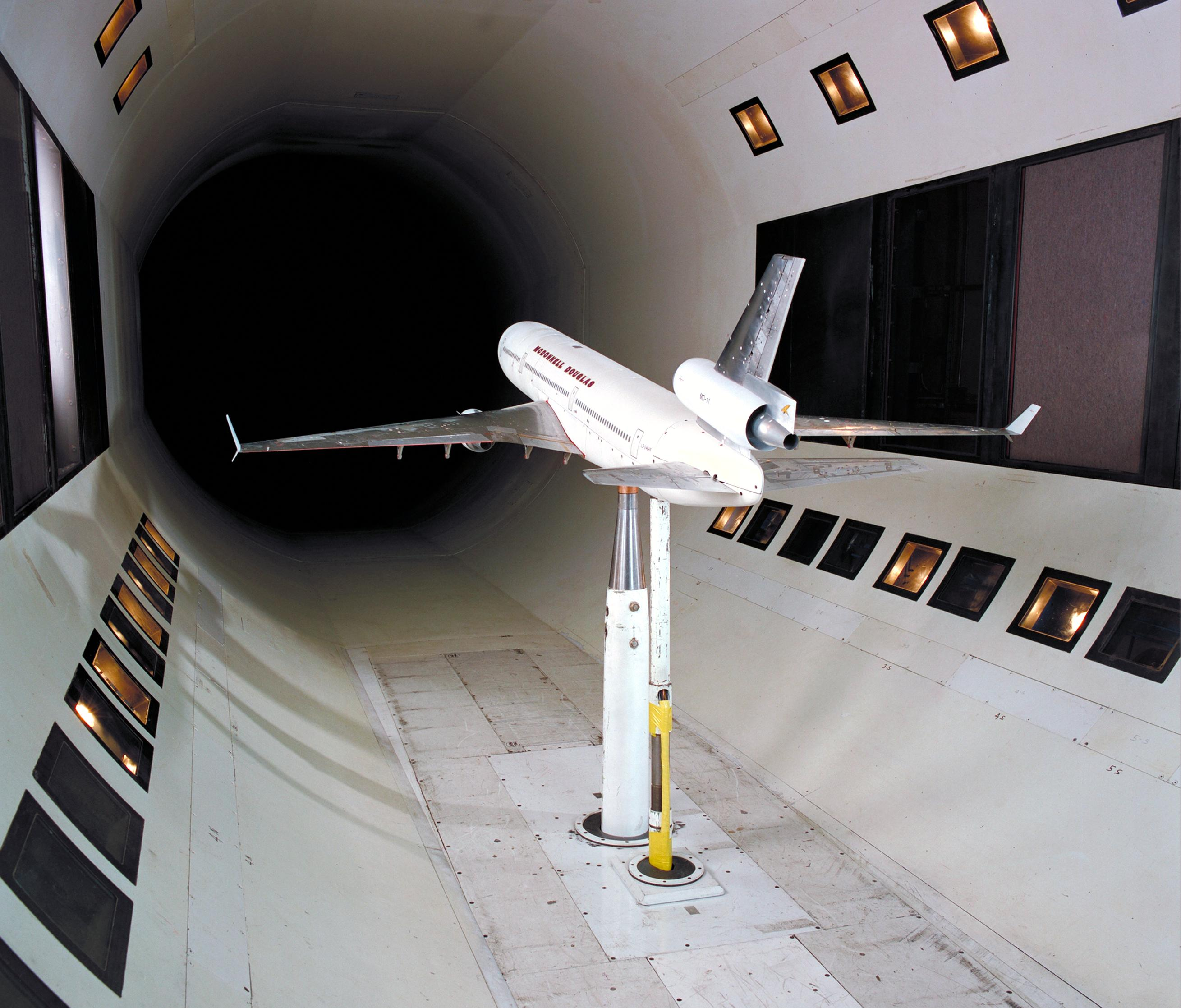
[halott link] NASA szélcsatorna egy repülőgép méretarányos modelljével

## Fogalmi modell

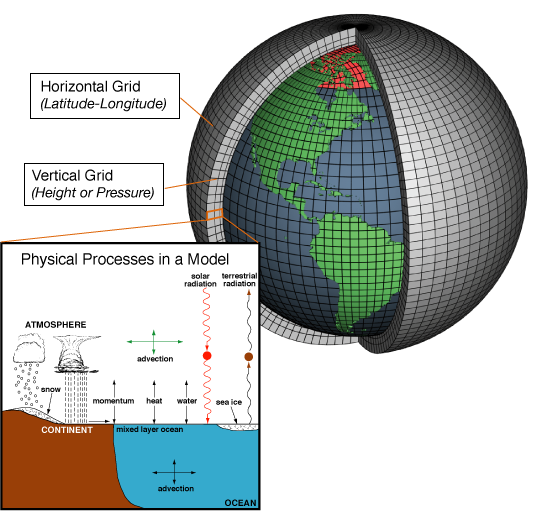
Az időjárási modellek a fizika törvényein alapuló differenciálegyenleteket és a bolygót 3D-s rácsra osztó koordináta-rendszert használnak.

A fogalmi modell egy rendszer elméleti ábrázolása, pl. matematikai egyenletkészlet, amely az atmoszféra működését próbálja leírni az időjárás előrejelzése céljából. Olyan fogalmakból áll, amelyek segítenek megérteni vagy szimulálni a modell által képviselt témakört.
Az absztrakt vagy fogalmi modellek központi szerepet töltenek be a tudományfilozófiában, mivel szinte minden tudományos elmélet valamilyen modelljét foglalja magában a fizikai vagy emberi szférának. Bizonyos értelemben a fizikai modell "mindig valamilyen fogalmi modell megtestesülése;a fogalmi modellt előre megtervezik, mint a fizikai modell tervrajzát", amelyet aztán úgy alkotnak meg, ahogyan elgondolták. A kifejezés tehát olyan modellekre vonatkozik, amelyek konceptualizációs vagy általánosítási folyamat után jönnek létre.

### Példák
- Koncepcionális modell (számítástechnika), az entitások és kapcsolataik egyeztetett reprezentációja a szoftverfejlesztés támogatására
- Gazdasági modell, a gazdasági folyamatokat reprezentáló elméleti konstrukció
- Nyelvi modell egy természetes nyelv valószínűségi modellje, amelyet beszédfelismerésre, nyelvgenerálásra és információkeresésre használnak
  - A nagy nyelvi modellek mesterséges neurális hálózatok, amelyeket generatív mesterséges intelligenciához (AI) használnak, pl. a ChatGPT
- Matematikai modell, egy rendszer leírása matematikai fogalmak és nyelv használatával
  - Statisztikai modell, olyan matematikai modell, amely általában egy vagy több valószínűségi változó és más nem véletlen változó közötti kapcsolatot határozza meg
  - Modell (CGI), egy objektum bármely felületének matematikai ábrázolása három dimenzióban speciális szoftver segítségével
- Orvosi modell, egy javasolt "eljárások sorozata, amelyben minden orvost képzett"
- Mentális modell, pszichológiailag, egy belső ábrázolása a külső valóságnak
- Modell (logika) egy halmaz, amelyhez számos véges művelet és kapcsolat tartozik, amelyeket rá definiálnak, és amelyek kielégítik a megadott axiómák egy kollekcióját
- Modell (MVC), egy szoftver információt reprezentáló komponense, amely különbözik a felhasználói felülettől (a „nézet”), mindkettőt a „vezérlő” komponens kapcsolja össze, a modell–nézet–vezérlő szoftvertervezés összefüggésében.
- Törvényminta, központilag kidolgozott törvény, amelyet több független törvényhozásban is terjesztenek és elfogadásra javasolnak
- Standard modell (egyértelműsítés)

## Modellek tulajdonságai, az általános modellelmélet szerint
Herbert Stachowiak szerint egy modellt legalább három tulajdonság jellemez:
1. Térképezés
A modell mindig valaminek a modellje – ez valami természetes vagy mesterséges, létező vagy elképzelt eredeti képe vagy ábrázolása, ahol ez az eredeti maga a modell is lehet.
2. Csökkentés
Általában egy modell nem tartalmazza az eredeti összes attribútumot, hanem csak azokat, amelyek relevánsnak tűnnek a modell létrehozója vagy felhasználója számára.
3. Pragmatizmus
Egy modell nem kapcsolódik egyértelműen az eredetihez. Célja, hogy az eredeti helyettesítőjeként működjön
a) bizonyos tárgyakhoz (kiknek?)
b) egy bizonyos időintervallumon belül (mikor?)
c) bizonyos fogalmi vagy fizikai cselekvésekre korlátozódik (miért?) .
Például az utcatérkép egy város tényleges utcáinak modellje (térképezés), amely az utcák vonalvezetését mutatja, miközben kihagyja például a közlekedési táblákat és útjelzéseket (redukció), amelyet a gyalogosok és járművezetők számára készítenek a városban való eligazodás céljából (pragmatizmus).
További tulajdonságok javasoltak, mint például a kiterjesztés és a torzítás valamint az érvényesség. Az amerikai filozófus, Michael Weisberg megkülönbözteti a konkrét és matematikai modelleket, valamint javasolja, hogy a számítógépes szimulációk (számítógépes modelleket) saját modell osztályként.

## Fordítás
Ez a szócikk részben vagy egészben a Model című angol Wikipédia-szócikk fordításán alapul. Az eredeti cikk szerkesztőit annak laptörténete sorolja fel. Ez a jelzés csupán a megfogalmazás eredetét és a szerzői jogokat jelzi, nem szolgál a cikkben szereplő információk forrásmegjelöléseként.